# Бернд Ольбріхт
Бернд Ольбріхт (нім. Bernd Olbricht, нар. 17 жовтня 1956, Гноєн, Німеччина) — німецький веслувальник на байдарках, дворазовий олімпійський чемпіон (1976 та 1980 роки), срібний (1976 рік) та бронзовий (1980 рік) призер Олімпійських ігор, чотириразовий чемпіон світу.

## Кар'єра
Бернд Ольбріхт народився 17 жовтня 1956 року в місті Гноєн. Тренувався у веслувальному клубі міста Нойбранденбург. 
Перші у кар'єрі спортсмена Олімпійські ігри, що проходили 1976 року в Монреалі, стали для нього дуже успішними. На них він виступав у парі з Йоахімом Маттерном. Спортсменам вдалося виграти золоті медалі на дистанції 500 метрів, а на дистанції 1000 метрів вони стали другими, поступившись лише радянському екіпажу (Сергій Нагорний/Володимир Романовський).
На чемпіонаті світу 1977 року він також виступав у парі з Йоахімом Маттерном та повторив резельтат останніх Олімпійських ігор, вигравши дистанцію 500 метрів, та ставши срібним призером на дистанції 1000 метрів. На наступному чемпіонаті світу спортсмен виграв дві золоті медалі. З новим партнером у човні-двійці, Рюдігером Гельмом, він переміг на дистанції 500 метрів, а також був у складі екіпажу-четвірки, який переміг на дистанції 1000 метрів. Чемпіонат світу 1979 року приніс спортсмену четверту золоту медаль чемпіонатів світу (четвірка, 1000 метрів), а також срібну медаль (двійка, 500 метрів). Олімпійські ігри 1980 року принесли спортсмену дві нагороди. Екіпаж-четвірка у складі Ольбріхта, Рюдігера, Гаральда та Дювіньо, підтвердив своє світове лідерство на дистанції 1000 метрів, та виграв золоті медалі. Окрім цього разом з Рюдігером спортсмен виграв бронзову нагороду на дистанції 500 метрів.

## Виступи на Олімпійських іграх
| Олімпіада     | Дисципліна                     | Місце |
| ------------- | ------------------------------ | ----- |
| Монреаль 1976 | байдарки-двійки, 500 метрів    | 1     |
| Монреаль 1976 | байдарки-двійки, 1000 метрів   | 2     |
| Москва 1980   | байдарки-двійки, 500 метрів    | 3     |
| Москва 1980   | байдарки-четвірки, 1000 метрів | 1     |